# Psychotria multipedunculata
Psychotria multipedunculata är en måreväxtart som beskrevs av Seymour Hans Sohmer. Psychotria multipedunculata ingår i släktet Psychotria och familjen måreväxter. Inga underarter finns listade i Catalogue of Life.